# 村上真完
村上 真完（むらかみ しんかん、1932年7月25日 - 2024年9月1日）は、日本の仏教学者・インド哲学者。東北大学名誉教授。
青森県黒石市出身。東北大学文学部印度学仏教学科卒。1963年同大学院文学研究科博士課程退学。1979年「サーンクヤ哲学研究 インド哲学における自我観」で文学博士。八戸工業高等専門学校助教授、1969年東北大学文学部助教授、1989年教授、1996年定年退官、名誉教授、聖和学園短期大学教授。2009年『パーリ仏教辞典』で日本翻訳出版文化賞受賞。

## 著書
- 『サーンクヤ哲学研究 インド哲学における自我観』春秋社 1978
- 『サーンクヤの哲学―インドの二元論(サーラ叢書,27)』平楽寺書店 1982
- 『シルク・ロード遺跡の旅』第三文明社 レグルス文庫 1982
- 『西域の仏教 ベゼクリク誓願画考』第三文明社 1984
- 『インド哲学概論』平楽寺書店 1991
- 『インドの実在論 ヴァィシェーシカ派の認識論』平楽寺書店 1997
- 『仏教の考え方』国書刊行会 1998

編纂
- 平野ちゑ『りんごの里 津軽の残照』編 じゅうがつ社 1990

### 訳注・校注
- ブッダゴーサ『仏のことば註 パラマッタ・ジョーティカー』全4巻 及川真介共訳註 春秋社 1986-1989
- 『仏と聖典の伝承 仏のことば註-パラマッタ・ジョーティカー-研究』及川真介共著 春秋社 1990
- 『新国訳大蔵経 文殊経典部 1 阿闍世王経・文殊師利問経 他』及川真介共校註 大蔵出版 1994
- 『パーリ仏教辞典 仏のことば註 パラマッタ・ジョーティカー　付篇 パーリ聖典スッタ・ニパータ註 索引・辞典』及川真介共著 春秋社 2009
- 『仏弟子達のことば註 パラマッタ・ディーパニー』全4巻 及川真介共訳註 春秋社 2013-2016

## 論文
- <村上真完